# Deportació penal

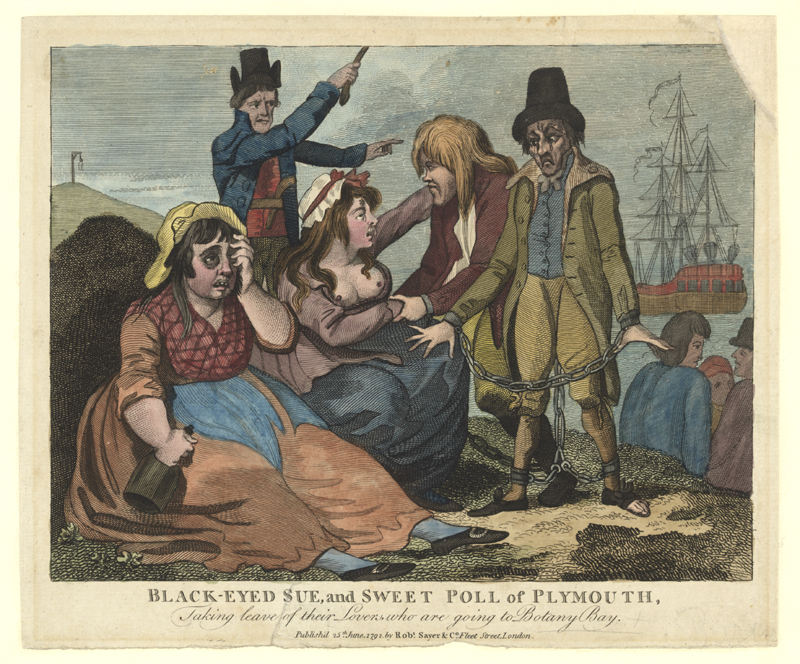
Dones de Plymouth plorant per la deportació dels seus amants a Botany Bay el 1792.

La deportació penal o desterrament penal és un terme referit a la deportació de criminals convictes a una colònia penal, per exemple, des de França a l'illa del Diable i pel Regne Unit des d'inici del segle xvii fins a la independència de les colònies nord-americanes en la dècada de 1770 i posteriorment a Austràlia entre 1788 i 1868.

## Història
La deportació penal era la pena per a molts crims de diversa gravetat a Gran Bretanya i Irlanda des del segle xvii fins ben entrat el segle xix. La sentència de deportació es podia executar a perpetuïtat o durant un període especificat. El sistema penal requeria que els convictes treballessin en les infraestructures governamentals, com en la construcció de camins i edificis, i en la mineria o eren assignats perquè treballessin per individus lliures a canvi d'un salari simbòlic o en el compliment de les seves penes. Les dones sovint eren relegades a treballs domèstics o en granges.
A Austràlia un convicte que havia complert part de la seva pena podia demanar un bitllet de sortida, que li permetia certes llibertats per reassumir una vida normalitzada, casar-se i fundar una família. Aquest tipus de presos a vegades també eren enviats a crear nous assentaments colonials, mantenint al marge de la resta de la societat. En el sistema judicial es considerava que l'exili era un component essencial de les penes i un element que desanimava el crim. D'altra banda, la deportació també era considerada una alternativa més humana i productiva que l'execució, que possiblement hauria estat la destinació de molts convictes.
A l'Índia, durant el període colonial, els oponents al govern britànic sovint eren deportats a la presó de les illes Andaman.

## Deportació anglo-irlandesa a Amèrica del Nord

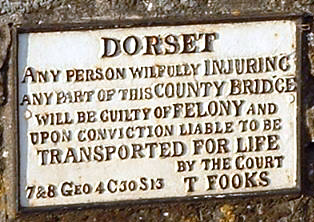
Aquest rètol en un pont de Dorset adverteix que els danys causats al pont poden ser castigats amb la pena de desterrament.

Les colònies britàniques a Amèrica del Nord van ser utilitzades per a la deportació penal des de principis del segle xvii fins a la independència el 1776. Durant el segle xvii el viatge es feia a costa dels convictes o dels propietaris dels vaixells. La primera Acta de Transport de 1718 permetia als tribunals sentenciar als convictes a set anys de desterrament a Amèrica. El 1720 un annex autoritzava el pagament de l'estat als mercaders contractats per portar als convictes a Amèrica. Segons el que estableix l'Acta de Transport, tornar del desterrament abans del compliment de la pena significa la pena de mort.
Les presons britàniques es trobaven saturades i en la deportació s'hi utilitzaven vaixells fora de servei militar o comercial. De vegades alguns vaixells eren usats com a "presons flotants". El nombre de convictes transportats a Amèrica del Nord encara no ha estat verificat amb exactitud, encara que el Dr. John Dunmore Lang s'estima que van ser uns 50.000. Els primers convictes bandejats a Amèrica van ser enviats a Nova Anglaterra i la gran majoria eren presoners irlandesos i escocesos. Alguns van ser venuts com a esclaus en els estats del sud.
Des de la dècada de 1620 fins a la guerra de la independència, les colònies britàniques a Amèrica del Nord van rebre criminals bandejats d'Anglaterra, durant un període molt més prolongat que Austràlia. La independència dels Estats Units d'Amèrica va provocar la fi de l'arribada de convictes bandejats, i tement que en les colònies britàniques del Canadà s'estengués un descontentament similar als Estats Units a causa de l'arribada de convictes, el govern britànic va buscar una nova colònia penal en un altre lloc.

## Deportació anglo-irlandesa a Austràlia
El 1787 la Primera Flota va partir d'Anglaterra per fundar la primera colònia a Austràlia, així com una colònia penal associada. L'arribada a Port Jackson el 26 de gener de 1788 (actualment considerat el dia d'Austràlia, ja que es considera el dia de la fundació de Sydney i de l'estat de Nova Gal·les del Sud, així com de l'Austràlia moderna), va constituir el punt d'arrencada per a un reinici de la deportació penal dels convictes britànics. En 1803 Tasmània també va ser convertida en colònia penal, seguit per Moreton Bay a Queensland el 1824. L'enviament de convictes a altres colònies i estats australians va ser més reduït o inexistent. Austràlia Occidental va rebre convictes el 1851 per solucionar l'escassetat de mà d'obra. A causa sobretot a la influència d'emigrants lliures durant la febre d'or australiana de la dècada de 1850, la deportació de convictes es va reduir fins a concloure oficialment el 1868. Fins aquesta època els convictes i els seus descendents tenien una gran influència en la societat colonial australiana.

## Deportació penal francesa a laGuaiana
França va adoptar també l'ús de la "deportació penal" dins del seu sistema legal, reservant aquesta classe de pena per als delictes de major gravetat, particularment els assassinats. A semblança de les motivacions britàniques, el govern francès considerava necessari allunyar del territori nacional a la població penal "indesitjable", establint en un territori sota domini francès que fos de fàcil accés però prou allunyat de la pròpia França.
L'expansió de l'imperi colonial francès va permetre que la "deportació penal" fos aplicada per França en la seva colònia de Guaiana (anomenada antigament amb el nom de Caiena, seu capital). Els "Presidis de Caiena" eren de fàcil accés per als vaixells francesos, però estaven molt allunyats de la metròpoli, fent molt difícil una fuita reeixida dels reus. El 1858, sota el Segon Imperi Francès, comença a aplicar-se el "deportació penal" en Caiena, però és sota la Tercera República Francesa que aquest sistema s'expandeix massivament, en construir noves instal·lacions carceràries a les Illes de la Salvació, un arxipèlag situat davant les costes de la Guaiana Francesa.
Des de 1870 les Illes de la Salvació es van convertir en un gegantesc centre penitenciari que va arribar a allotjar milers d'individus en simultani, tenint les seves principals presons en una de les illes, anomenada l'Illa del Diable per l'atroç sofriment dels reus. El clima tropical i les seves malalties característiques, juntament amb la insalubritat i l'amuntegament de les presons van causar que la taxa de mortalitat entre els presoners fos molt alta. De fet, un tret del sistema francès era que, a diferència del que va passar a Gran Bretanya, no s'esperava que el condemnat es convertís en colon sinó que el mantenia com presidiari. Malgrat això, les lleis franceses ordenaven que, en complir la pena, el reu havia de quedar-se a la Guaiana per un període igual al de la seva condemna, però si aquesta sumava més de vuit anys, li estava prohibit tornar a França.
La deportació de presos va abastar també delictes polítics, incloent-hi anarquistes, i l'Illa del Diable va tenir com un dels seus més cèlebres presoners a Alfred Dreyfus, l'oficial d'artilleria acusat falsament de traïció. Per a la dècada de 1920 les terribles condicions de les presons guaianeses eren ja molt conegudes a França i el 1938 va cessar l'enviament de presos a la Guaiana. En aquells dies s'havia aplicat la "deportació penal" a uns 80.000 presos, havent mort milers d'ells.
El 1946, el govern de la Quarta República Francesa va deixar legalment sense efecte la "deportació penal", i el 1952 va tancar les presons de la Guaiana i va repatriar als reus que hi havia tancats, encara que molts d'ells van preferir quedar lliures per residir a Guaiana a canvi de no tornar mai a França.